# Lijst van burgemeesters van Pernis
Dit is een lijst van burgemeesters van de voormalige Nederlandse gemeente Pernis tot die gemeente in 1934 opging in de gemeente Rotterdam.
| Ambtsperiode | Naam burgemeester                            | Partij of stroming | Bijzonderheden                                                                      |
| ------------ | -------------------------------------------- | ------------------ | ----------------------------------------------------------------------------------- |
| 1818 - 1826? | Johannes Speelman                            |                    | schout/burgemeester                                                                 |
| 1826 - 1852  | Wouter Verduyn                               |                    | is tevens burgemeester van 's-Gravenambacht geweest (in 1832 opgegaan in Pernis)    |
| 1852 - 1854  | Hendrik Kornelis Vlielander                  |                    | In 1854 benoemd tot notaris                                                         |
| 1854 - 1858  | Hendrik Labrijn                              |                    |                                                                                     |
| 1858 - 1859  | Henri Corneille Schuijt van Castricum        |                    | later o.a. burgemeester van Lisse                                                   |
| 1859 - 1866  | A.A.J.C. Cremer                              |                    | later burgemeester van Hardinxveld                                                  |
| 1866 - 1889  | Wilhelmus Gerardus Denick Murray (1832-1903) |                    | eerder burgemeester van Benthuizen                                                  |
| 1889 - 1916  | Anton (A.) Beijen                            |                    |                                                                                     |
| 1916 - 1934  | Iman (I.) van Es                             |                    | tevens burgemeester van Hoogvliet (1913-1934), eerder burgemeester van Scherpenisse |